# Busy Bee Starski
Busy Bee Starski, pseudonimo di David James Parker (Baltimora, 26 ottobre 1962), è un rapper statunitense.

## Biografia
Conosciuto col nome d'arte di Busy Bee Starski (ed anche come Chief Rocker Busy Bee o semplicemente come Busy Bee), è un MC newyorkese che si è formato nell'Old school hip hop attorno all'inizio degli anni 1980. Originario di Baltimora, si trasferì da adolescente a New York.
Rappresentava molto bene ciò che significa la parola MC: un vero intrattenitore da festa. È da sempre riconosciuto come un pioniere del rap e uno dei fondatori del movimento hip hop. In attività sin dal 1977, iniziò la sua carriera di rapper con i block party tra Staten Island, Brooklyn ed il New Jersey agli inizi degli anni '80, supportato solitamente da Cool Dj Aj (divenuto in seguito deejay per Kurtis Blow e altri rappers) con il quale, insieme al rapper DJ Small, sotto il nome di The Marvelous Three And The Younger Generation, pubblicò nel 1980 il suo primo disco: Rappin' All Over, brano storico dell'old school hip hop. Più o meno nello stesso periodo, Busy Bee entrò a far parte anche dei Fantastic Five Emcees.
La sua carriera è segnata da tre altri importanti eventi: il primo si riferisce alla battle di Manhattan del dicembre 1981 (uno tra i primi e più significativi documenti della storia del rap), nella quale venne ridicolizzato sul palco dall'avversario Kool Moe Dee durante una gara di freestyle; la seconda è la sua vittoria al New Music Seminar's MC World Supremacy Belt del 1986; la terza si riferisce alla partecipazione, nel ruolo di sé stesso, al film Wild Style del 1983, incentrato sul writing.
All'inizio degli anni 1990 Busy Bee ha pubblicato un album, Thank God For Busy Bee, considerato il suo migliore lavoro. Il rapper è tuttora in attività. Nel 2002 ha partecipato al film-documentario ambientato nella scena criminale del Bronx degli anni ottanta Paid in Full, interpretando se stesso.

## Discografia

### Album
- 1988: Running Thangs
- 1992: Thank God for Busy Bee

### Singoli
- 1980: The Marvelous Three and the Younger Generation (Busy Bee, DJ Smalls & AJ) - Rappin' All Over (Brass Records)
- 1981: School Days (Master Five)
- 1982: Making Cash Money (Sugarhill Records)
- 1984: Busy Bee's Groove (Sugarhill Records)
- 1987: Suicide (Strong City/UNI)
- 1988: Express - Il singolo è uscito in tre versioni successive, sempre edite da Strong City/UNI: la prima conteneva due tracce (vocale e strumentale), la seconda conteneva quattro tracce (Hyped-Up Mix, Bonus Beats, Radio Vocal, Instrumental), la terza conteneva le tracce Express e I Don't Play
- 2002: Keep It Movin' (Blazin')
- 2002: Rock the House (Blazin')

## Apparizioni
- Wild Style w/ Lil Rodney Cee "M.C. Battle" (Animal - 1983)
- Wild Style "Street Rap" (Animal - 1983)
- Hip Hop Artist Against Apartheid, traccia "Ndodemnyama (Free South Africa)" (Warlock - 1989)
- Raiders of the Lost Art... w/ Mic Profesah, traccia "Real" (Scotti Bros - 1994)
- De La Soul, "Words From the Chief Rocker" AOI: Mosaic Thump (Tommy Boy - 2000)
- Legends of Hip Hop w/ Ice-T, Flava Flav, Cheeks, Special K, Afrika Bambaataa, Smooth Approach, Sha-Rock, Whodini, Reggie Reg, Grandmaster Caz, DLB, LA Sunshine, Grand Puba, Pete DJ Jones, Kurtis Blow, Hollywood, Eddie Cheeba, Dano, Ceelo, Waterbed Kev, Speech, Grand Wizard Theodore, Dota Rock, Rakim, DJ Kool Herc "Legends of Hip Hop" (Absolut Records - 2002)
- Legends of Hip Hop w/ Grandmaster Caz, GQ & Smooth Approach "Make It Hot" (Absolut Records - 2002)
- Paid in Full (Dimensions Films - 2002)